# ACE (revista)
ACE (Advanced Computer Entertainment) fue una revista de múltiples formatos para computadoras y videojuegos, publicada en el Reino Unido por Future Publishing y más tarde adquirida por EMAP.

## Historia
Lanzada en octubre de 1987, aproximadamente al mismo tiempo que la propia revista multiformato The Games Machine de la editorial Newsfield, con sede en Ludlow, estaba compuesta principalmente por expersonal de Amstrad Action y Personal Computer Games, incluidos los coeditores de lanzamiento Peter Connor y Steve Cooke. Andy Wilton, ex-AA, fue nombrado Editor de Revisiones, mientras que Dave Packer y Andy Smith fueron contratados como Escritores del Personal. Trevor Gilham, otro exmiembro de AA, ocupó el cargo de Editor de Arte.
Diseño y contenido muy pulido y claro. La revista "glossy" tenía una sensación única y profesional, un modelo para la respetada revista Edge (revista) de Future.
Después de vender el título a EMAP, Future Publishing redistribuyó el personal original de ACE para trabajar en sus títulos en Amiga Format y en ST Format.

## Contenido
La cobertura inicialmente incluía Atari ST, Amiga, C64, ZX Spectrum y Amstrad CPC, pero también incluía máquinas más nuevas a medida que se lanzaban. Aunque las características de los juegos fueron el pilar, se presentaron otros artículos sobre gráficos y música de computadora. Se incluyó un casete de tapa, y luego un disquete, con la revista con demostraciones de juegos.
Las características editoriales regulares incluyen interfaz; Noticias, Cartas, The Blitter End. Los especiales; Características y jugabilidad; Test de Pantalla, Arcades, Trucos y Tácticas, Aventuras.

### Prueba de pantalla
Prueba de pantalla fue la sección de revisión de juegos. Los juegos fueron calificados (de diez) en efectos visuales, audio, factor de coeficiente intelectual, factor de diversión y una clasificación general. Los juegos fueron vistos por todos los revisores, y la calificación general fue notable por anotar juegos de 1000 en lugar del porcentaje habitual o calificación de 10. También se presentó el gráfico de la curva de interés pronosticado donde el juego recibió una gráfica lineal que predice el largo Interés a largo plazo en el juego durante muchos meses.